# Joe Lo Truglio
Joseph "Joe" Lo Truglio, född 2 december 1970 i Ozone Park, Queens, New York, är en amerikansk komiker, skådespelare, och manusförfattare.
Han är mest känd för sin roll som Charles Boyle i den amerikanska komediserien Brooklyn Nine-Nine men har även medverkat i bland annat Reno 911!, Supersugen, Wanderlust och TV-spelet Grand Theft Auto: Liberty City Stories.

## Filmografi (urval)
- 2000 – I lagens namn (TV-serie) (1 avsnitt)
- 2001 – Wet Hot American Summer
- 2003 – Station Agent
- 2004–2009 – Reno 911! (TV-serie) (16 avsnitt)
- 2005 – Hitch - din guide till en lyckad date
- 2007 – Supersugen
- 2008 – Pineapple Express
- 2009 – Role Models
- 2009 – Fanboys
- 2009 – I Love You, Man
- 2010 – Gullivers resor
- 2011 – Paul
- 2012–2016 – Bob's Burgers (TV-serie) (4 avsnitt)
- 2012 – Wanderlust
- 2012 – Pitch Perfect
- 2012 – Röjar-Ralf (röst)
- 2013–2021 – Brooklyn Nine-Nine (TV-serie) (153 avsnitt)
- 2015 – Pitch Perfect 2